# Єлізаров Віктор Дмитрович
Ві́ктор Дми́трович Єліза́ров (7 (20) серпня 1911 , Веньовський повітd, Тульська губернія  — 20 лютого 1995 , Київ ), с. Пашково Веньовського району Тульської області — 20 лютого 1995, Київ) — український радянський архітектор, кандидат архітектури (1954), заслужений архітектор УРСР (1970), народний архітектор СРСР (з 1973). Член-кореспондент Академії архітектури УРСР (1950), дійсний член Академії будівництва та архітектури УРСР (1958). Чоловік архітекторки Тетяни Михайлової.

## Біографія
Народився 7 (20) серпня 1911 року в с. Пашково, тепер Веньовського району Тульської області. У 1937 році закінчив Московський архітектурний інститут, навчався у академіка Івана Фоміна, професорів Івана Рильського та Миколи Марковникова, був помічником в академіка архітектури Івана Жолтовського. Керівником дипломного проєкта був архітектор Олександр Власов, з яким буде пов'язана подальша праця Віктора Єлізарова.
Після закінчення інституту Віктор Єлізаров працював на Донбасі (робота над експериментальними проєктами селищних і сільських житлових будинків), згодом — у Москві, де спільно з Олександром Власовим молодий архітектор працював над проєктом Головного ботанічного саду АН СРСР, брав участь у проєктуванні будівель Центрального парку культури і відпочинку ім. Горького.
Під час Другої Світової війни Єлізаров працює в Москві, проєктуючи та керуючи будівництвом оборонних споруд міста.
З 1944 року Віктора Єлізарова призначено керівником архітектурних майстерень (згодом — проєктний інститут «Київпроект») і заступником головного архітектора міста Києва. Він очолював роботи з реконструкції площі Богдана Хмельницького, розробив проєкт і керував реконструкцією бульвару Тараса Шевченка. У 1949 році спільно з Аріадною Лободою підготували проєкт будівлі Київського політехнікуму зв'язку на вулиці Леонтовича, 11/18. Протягом 1949–1957 років був одним із розробників проєкту відновлення й забудови Хрещатика (у співавторстві з Олександром Власовим, Анатолієм Добровольським, Борисом Приймаком та ін.).
На вул. Хрещатик, 26 за проєктом митця у 1952 року також збудована будівля Телевізійного центру, у 1955 року у співавторстві з Л. Куликовим, Олексієм Осмером, Миколою Шилом і Генріхом Кульчицьким Віктор Дмитрович спроєктував будівлю колишнього Міністерства сільського господарства УРСР (вул. Хрещатик, 24). Віктор Єлізаров є одним із співавторів станції метро «Хрещатик» (1960).
Завдяки клопотанню Єлізарова під час реконструкції та відбудови головної вулиці Києва до кінця XX століття на Хрещатику не зносили вцілілу після війни будівлю старого поштамту (вул. Хрещатик, 5). Під час реконструкції у 1955–1958 роках у цьому будинку, який виступав за «червону лінію», було влаштовано пішохідну галерею. На жаль, цей будинок був знесений на початку 2000-х років задля зведення на його місці «хмарочосу». У 1964 році у співавторстві з Наталією Чмутіною та іншими архітекторами Віктор Дмитрович спроєктував готель «Дніпро» (вул. Хрещатик, 1/2).
У співпраці з колегами Єлізаров спроєктував чимало споруд у Києві, серед них: комплекс нового Київського аеропорту «Жуляни» (1946–1949), Будинок Українського радіо (1949), клуб залізничників у Дарниці (1950), комбінат друку на Брест-Литовському проспекті (нині — проспект Берестейський, 1958–1965). Архітектор взяв активну участь в розробці проєкту генерального плану Виставки досягнень народного господарства УРСР (нині — Національний комплекс «Експоцентр України») та її виставкових павільйонів, зокрема, Павільйону зернових та олійних культур (1957).
Наукові дослідження та проєктні розробки Віктора Дмитровича стали поштовхом для введення в широку практику нових типів житлових будинків, зокрема, комплекс великоблокових будинків у Жданові (сучасний Маріуполь) (1952–1955); експериментальні житлові будинки в Харкові (1955–1956); великопанельні споруди на Олексіївській вулиці (1957–1961) та п'яти- і дванадцятиповерхові великопанельні експериментальні будинки на житлових масивах Києва (1961–1965).
У 1953 року Віктор Дмитрович захистив дисертацію «Тонкостінна кераміка в архітектурі житлових будинків», у 1963 році захистив докторську дисертацію. Серед наукових праць, що стали класичними в архітектурі, були «Будівельна семирічка України» (1960), «Пути дальнейшего развития индустриализации, улучшения качества и снижения стоимости жилищно-гражданского строительства в г. Києве» (1962), «Строительство и архитектура. Жилые дома» (1964), «Массовое жилищное строительство» (1966).
У 1948–1963 роках Віктор Єлізаров працює в Академії архітектури УРСР (з 1950 року був обраний членом-кореспондентом Академії архітектури, після її реорганізації — дійсним членом Академії будівництва і архітектури Української РСР (1958), від 1961 року — її віцепрезидентом, а у 1992 році — почесним членом Української академії архітектури). Він керував науковою діяльністю інститутів Академії в галузі розробки нових прогресивних типів житла, зокрема діяльністю Київського інженерно-будівельного інституту (нині — Київський національний університет будівництва і архітектури), науково-дослідного інституту (НДІ) архітектури споруд, інститутів — «Київпроект» і «Діпромісто». З вересня 1964 до 1975 року Єлізаров був заступником, а згодом — першим заступником голови Держбуду УРСР.
У 1973 році Віктор Дмитрович розробив проєкт двадцятиповерхового готелю «Київ» (вул. Михайла Грушевського, 26/1). На час зведення це був найвищий будинок в Україні.
На початку 1970-х років розпочинається будівництво меморіального комплексу «Українського державного музею історії Великої Вітчизняної війни 1941–1945 років» (нині — Національний музей історії України у Другій світовій війні). Його форпроєкт розробили скульптор Євген Вучетич і архітектор Євген Стамо. Віктор Єлізаров керував творчою групою провідних архітекторів Києва й Москви. Архітектор впорався з завданням, і, починаючи з 9 травня 1981 року, Київ уже не уявляється без музею історії України у Другій світовій війні та монументу «Батьківщина-мати». За вагомий внесок у створення меморіального комплексу Віктора Єлізарова та інших учасників проєкту було нагороджено Ленінською премією (1984).
Під час будівництва музею на схилах Дніпра було створено Печерський ландшафтний парк. На його території проклали доріжки, облаштували майданчики для відпочинку, розбили газони і квітники. Наприкінці 1980-х років у центральній частині парку було створено Співоче поле.
Помер Віктор Єлізаров 20 лютого 1995 року у Києві.

## Основні споруди
- Пам'ятник Леніну у Києві (скульптор Сергій Меркуров, архітектори Олександр Власов і Віктор Єлізаров 1946),
- Планування і забудова Хрещатика (1949–1957)
- Будівля Київського політехнікуму зв'язку на вулиці Леонтовича, 11/18; у співавторстві з Аріадною Лободою (1949).
- Аеропорт Жуляни (керівник проєкту) (1949),
- Київський телецентр (1952),
- Виставка передового досвіду в народному господарстві УРСР (1951–1958),
- Станція метро «Хрещатик» (1960),
- Готель «Дніпро» (1964),
- Готель «Київ» (1973),
- Національний музей історії України у Другій світовій війні (керівник проєкту) (1974)
- Монумент «Батьківщина-мати» (1981).

## Нагороди
Нагороджений орденами Жовтневої Революції та Трудового Червоного Прапора, медалями.

## Зображення

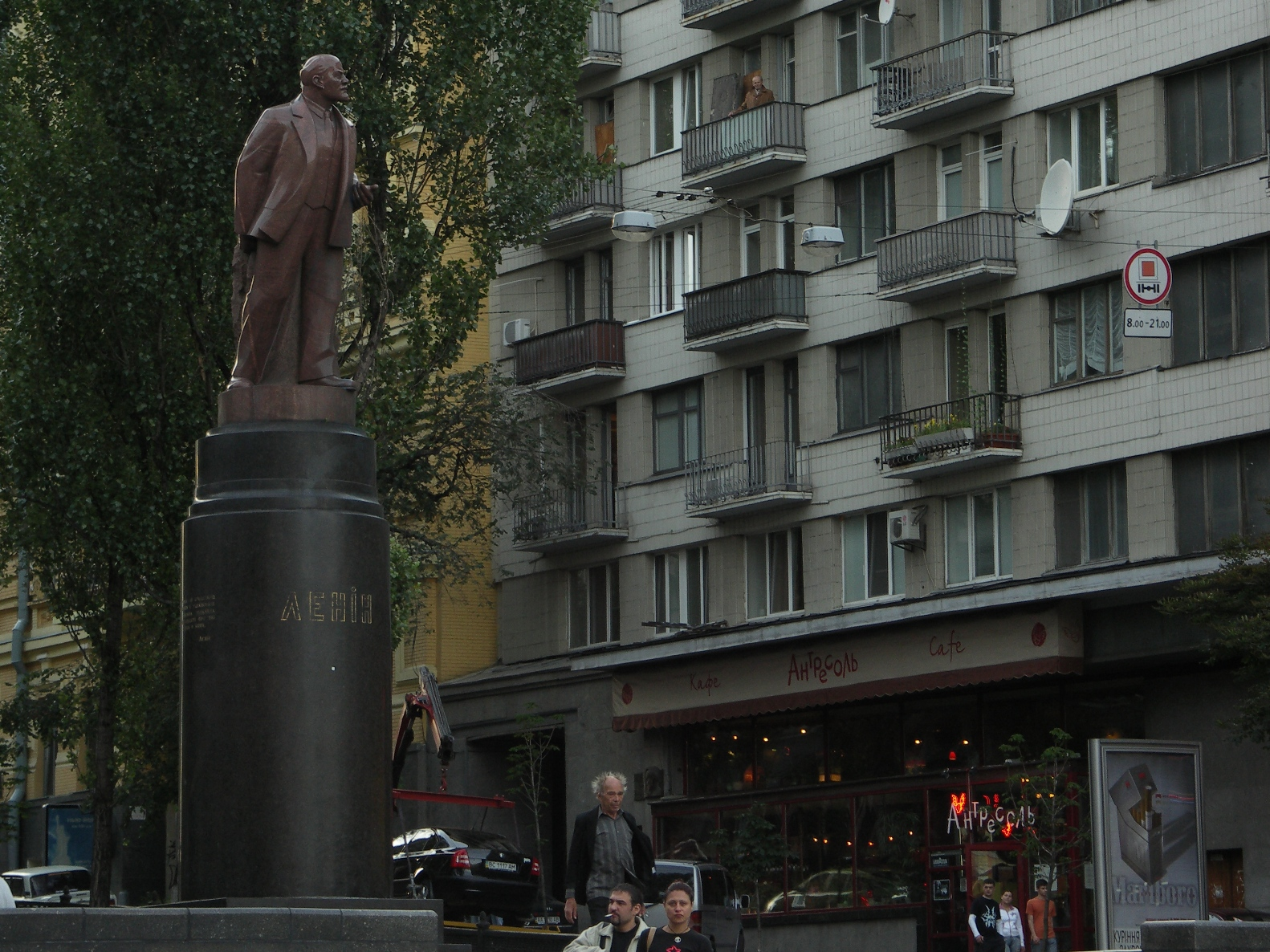
Пам'ятник В. І. Леніну
Монумент «Батьківщина-мати»
Будівля Київського політехнікуму зв'язку
Готель «Київ»
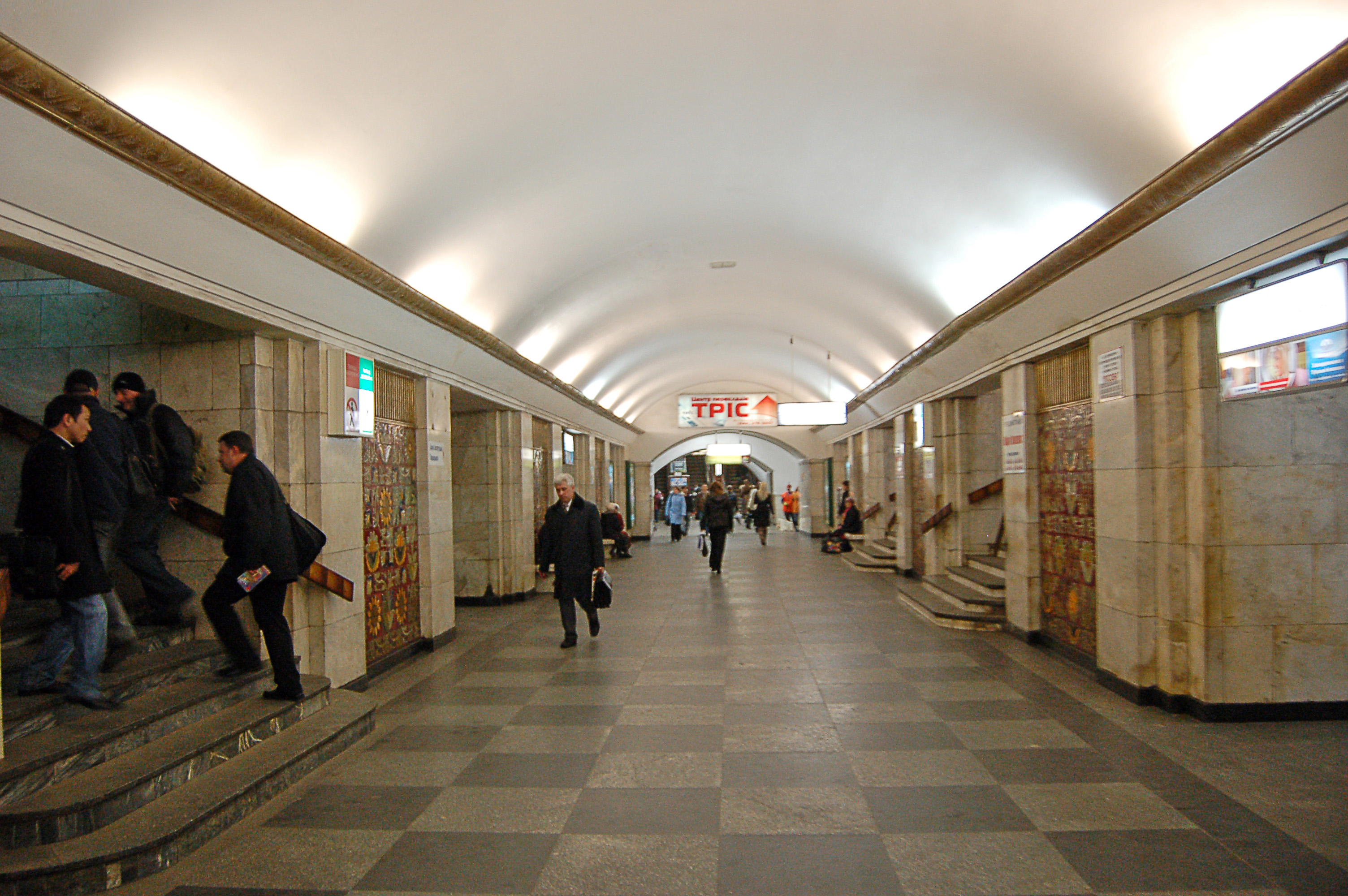
Станція метро «Хрещатик»
Готель «Дніпро»
Меморіальна дошка Саркісові Мартиросяну (скульптор Фрідріх Согоян, архітектор Віктор Єлізаров)